# هوراسيو كورديرو (لاعب كرة قدم)
هوراسيو كورديرو (بالإسبانية: Horacio Cordero)‏ هو لاعب كرة قدم ومدرب كرة قدم أرجنتيني في مركز الوسط، ولد في 22 مايو 1950 في بوينس آيرس في الأرجنتين. شارك مع منتخب الأرجنتين لكرة القدم. أما مع النوادي، فقد لعب مع أرجنتينوس جونيورز وديبورتيفو بيتابا وسارمينتو دي خونين ونادي راسينغ ونادي ميلوناريوس ويونيون دي سانتا في.